# Tsegaye Gebreselassie
Tsegaye Gebreselassie (26 settembre 1984) è un ex maratoneta etiope.

## Competizioni internazionali
2007
- 10º alla Mezza maratona di Delhi ( Nuova Delhi) - 1h03'06"

2009
- Bronzo alla Maratona di Enschede ( Enschede) - 2h11'48"
- 9º alla Maratona di Eindhoven ( Eindhoven) - 2h09'44"
- 6º alla Maratona di Marrakech ( Marrakech) - 2h13'54"
- Oro alla Maratona di Taipei ( Taipei) - 2h15'57"

2010
- 13º alla Maratona di Praga ( Praga) - 2h13'21"
- Argento alla Maratona di Marrakech ( Marrakech) - 2h10'32"
- 8º alla Maratona di Barcellona ( Barcellona) - 2h12'17"
- Argento alla Maratona di Taipei ( Taipei) - 2h14'10"

2011
- Bronzo alla Maratona di Istanbul ( Istanbul) - 2h13'39"
- Oro alla Maratona di Belgrado ( Belgrado) - 2h14'41"
- 6º alla Maratona di Singapore ( Singapore) - 2h18'46"

2012
- 6º alla Maratona di Seul ( Seul) - 2h13'49"
- 7º alla Maratona di Ottawa ( Ottawa) - 2h15'45"

2016
- 18º alla Maratona di Dubai ( Dubai) - 2h17'26"